# Список богомолів острова Гаїті
У фауні острова Гаїті відомо 9 видів богомолів. Більшість їх, а саме 7 видів, належить до родини Epaphroditidae. На думку дослідника Везербі, на острові також мешкає завезений з Африки Gongylus gongyloides, що втім не підтверджено знахідками. Більшість видів досліджені ще в XIX столітті, а перший фауністичний аналіз у 2004 році одразу виявив 2 нових види богомолів: Gonatista jaiba і Epaphrodita lobivertex.

## Список видів
| Наукова назва, автор, рік опису                        | Таксономія            | Статус МСОП | Зображення | Зауваження щодо поширення                                                                                           |
| Gonatista reticulata (Thunberg, 1815)                  | Родина Epaphroditidae | —           |            | |
| Gonatista phryganoides (Serville, 1839)                | Родина Epaphroditidae | —           |            | |
| Gonatista major Caudell, 1912                          | Родина Epaphroditidae | —           |            | |
| Gonatista jaiba Lombardo & Perez-Gelabert, 2004        | Родина Epaphroditidae | —           |            | |
| Callimantis antillarum (Saussure, 1859)                | Родина Epaphroditidae | —           |            | |
| Epaphrodita musarum (Palisot de Beauvois)              | Родина Epaphroditidae | —           |            | |
| Epaphrodita lobivertex Lombardo & Perez-Gelabert, 2004 | Родина Epaphroditidae | —           |            | |
| Paramusonia cubensis (Saussure, 1869)                  | Родина Thespidae      | —           |            | Виявлений уперше 2004 року в провінціях Бараона, Ла-Альтаграсія та в Національному окрузі Домініканської Республіки |
| Stagmomantis domingensis (Palisot de Beauvois, 1805)   | Родина Mantidae       | —           |            | |